# Bakerius conspurcatus
Bakerius conspurcatus es un hemíptero de la familia Aleyrodidae, con una subfamilia: Aleyrodinae.
Fue descrita científicamente por primera vez por Enderlein en 1909.